# Championnat du Pakistan de football 2005
Navigation
Édition précédente Édition suivante
La saison 2005 du Championnat du Pakistan de football est la deuxième édition de la National Premier League, le championnat de première division national pakistanais. Les équipes engagées sont regroupées au sein d'une poule unique où elles affrontent deux fois leurs adversaires, à domicile et à l'extérieur. En fin de saison, les deux derniers du classement sont relégués et remplacés par les deux meilleures équipes de deuxième division.
C'est le club de Pakistan Army qui remporte le titre cette saison après avoir terminé en tête du classement, avec six points d'avance sur le triple tenant du titre, WAPDA FC. C'est le troisième titre de champion du Pakistan de l'histoire du club.

## Participants
- Pakistan Army
- WAPDA FC
- Khan Research Laboratories FC
- Karachi Port Trust FC
- Pakistan Telecommunication Company Limited
- Pakistan Navy FC
- Habib Bank Limited FC
- National Bank of Pakistan - Promu de D2
- Afghan FC
- Wohaib Club
- Panther Club
- Pakistan Public Works FC - Promu de D2

## Compétition

### Classement
Le classement est établi sur le barème de points classique : victoire à 3 points, match nul à 1, défaite à 0.
| Rang | Équipe                                      | Pts | J  | G  | N | P  | Bp | Bc | Diff |
| ---- | ------------------------------------------- | --- | -- | -- | - | -- | -- | -- | ---- |
| 1    | Pakistan Army                               | 51  | 22 | 16 | 3 | 3  | 52 | 9  | +43  |
| 2    | WAPDA FCT                                   | 45  | 22 | 13 | 6 | 3  | 43 | 15 | +28  |
| 3    | Khan Research Laboratories FC               | 41  | 22 | 12 | 5 | 5  | 41 | 24 | +17  |
| 4    | Afghan FC                                   | 37  | 22 | 11 | 4 | 7  | 25 | 27 | -2   |
| 5    | Pakistan Telecommunication Company LimitedC | 36  | 22 | 11 | 3 | 8  | 36 | 26 | +10  |
| 6    | National Bank of PakistanP                  | 35  | 22 | 9  | 8 | 5  | 31 | 19 | +12  |
| 7    | Habib Bank Limited FC                       | 26  | 22 | 7  | 5 | 10 | 24 | 36 | -12  |
| 8    | Karachi Port Trust FC                       | 24  | 22 | 6  | 6 | 10 | 27 | 35 | -8   |
| 9    | Pakistan Navy FC                            | 21  | 22 | 5  | 6 | 11 | 17 | 26 | -9   |
| 10   | Wohaib Club                                 | 20  | 22 | 5  | 5 | 12 | 16 | 41 | -25  |
| 11   | Panther Club                                | 20  | 22 | 6  | 2 | 14 | 20 | 44 | -24  |
| 12   | Pakistan Public Works FCP                   | 12  | 22 | 3  | 3 | 16 | 14 | 44 | -30  |

|  | Qualification pour la Coupe du président de l'AFC 2006                                   |
|  | Relégation en deuxième division                                                          |
|  | T : Tenant du titre C : Vainqueur de la Coupe du Pakistan P : Promu de deuxième division |

## Bilan de la saison
| Championnat du Pakistan de football 2005                             |                                            |
| Champion                                                             | Pakistan Army (3e titre)                   |
| Coupes et trophées                                                   |                                            |
| Vainqueur de la Coupe du Pakistan 2005                               | Pakistan Telecommunication Company Limited |
| Qualifications continentales                                         |                                            |
| Coupe du président de l'AFC 2006                                     | Pakistan Army                              |
| Promotions et relégations                                            |                                            |
| Promus en Championnat du Pakistan de football                        | Pakistan Railways FC                       |
| Promus en Championnat du Pakistan de football                        | KESC FC                                    |
| Relégués en Championnat du Pakistan de football de deuxième division | Panther Club                               |
| Relégués en Championnat du Pakistan de football de deuxième division | Pakistan Public Works FC                   |